# ريف اكسينغوارا
ريف اكسينغوارا هي بلدية في البرازيل، تتبع بارا، بلغ عدد سكانها 40٬573  نسمة، في 2010، تبلغ مساحتها 3٬779٫412 كيلومتر مربع.

## أعلام
- كلايتون كويلو دوس سانتوس